# HIK PRO Fodbold
Der HIK PRO Fodbold ist die Fußballabteilung des dänischen Sportvereins Hellerup IK (HIK) in Hellerup, nördlich der Hauptstadt Kopenhagen.

## Geschichte
Der HIK spielt in der dritthöchsten dänischen Spielklasse, der 2. Division, nachdem der Verein 2008 aus der 1. Division abgestiegen war. 2011/12 wurde zwar die Meisterschaft gewonnen, jedoch die Aufstiegsplayoffs gegen den Sieger der Weststaffel, den FC Fyn, verloren. Es gab nur einen Aufsteiger, da die 1. Division für die Saison 2012/13 von 14 auf 12 Teams reduziert wurde.
Zwischen 1936 und 1940 gehörte HIK der höchsten Spielklasse an. Die beste Platzierung war 1939 ein achter Rang.